# Balbiania investiens
Balbiania, monotipski rod crvenih algi iz porodice Balbianiaceae, jedina u redu Balbianiales i dio je podrazreda Nemaliophycidae. Jedina je vrsta slatkovodna alga B. investiens iz nekih europskih zemalja (Francuska, Irska, Portugal, Švedska, Njemačka, Velika Britanija)
Prvi puta opisana je pod imenom Chantransia investiens Lenormand ex Kützing.

## Sinonimi
- Chantransia investiens Lenormand ex Kützing 1849; bazionim
- Audouinella investiens (Lenormand ex Kützing) Kylin 1956
- Rhodochorton investiens (Lenormand ex Kuetzing) Swale & J.H.Belcher 1963
- Pseudochantransia investiens (Lenormand ex Kützing) F.D.Ott 2009
- Batrachospermum rubrum Hassall 1845
- Batrachospermum moniliforme var. rubrum (Hassal) Kützing 1849